# One Piece (temporada 3)
La tercera temporada de One Piece va ser titulada En Chopper a l'Illa de la Neu. Va ser produïda per Toei Animation i dirigida per Kōnosuke Uda. Està basada en el manga d'Eiichiro Oda del mateix nom. Aquest temporada segueix amb als Pirates del Barret de Palla, els quals estan en busca d'un metge ja que la Nami s'ha posat malalta. Viatgen cap a l'Illa de Drum, on hauran d'enfrontar-se amb els Pirates de Wapol. Allà, es trobran amb en Chopper, qui s'unirà a l'equip.
Originalment, la tercera temporada va constar de 15 episodis i va ser emesa entre el 26 d'agost i el 9 de desembre de 2001 a la cadena de televisió Fuji Television.

## Episodis
Aquesta llista inclou els episodis de la tercera temporada de la sèrie de televisió d'anime One Piece:
| # | Nº en la temporada | Títol en català | Data d'estrena al Japó | Data d'estrena a Catalunya |
| --- | ------------------ | --- | ---------------------- | -------------------------- |
| 78 | 1                  | Neva al mar i la Nami cau malalta Nami ga byōki? Umi ni furu yuki no mukō ni! (ナミが病気？海に降る雪の向こうに！)                                           | 26 d'agost de 2001     | 21 de juny de 2006         |
| Després de ser salvats pels gegants i continuar rumb a Alabasta, la Nami es comença a trobar malament. La Vivi, en saber que el seu poble està en perill i en veure la Nami molt malalta, pren una gran decisió com a reina.                                                                        |                    | |                        |                            |
| 79 | 2                  | L'atac sorpresa d'en Wapol Bliking Kishū! Burikingu gō to Buriki no Waporu (奇襲！ブリキング号とブリキのワポル)                                              | 2 de setembre de 2001  | 22 de juny de 2006         |
| Mentre van a buscar un metge per a la Nami, en Ruffy i els seus camarades són interceptats per un vaixell pirata i es posen en perill, ja que la Nami està molt greu. |                    | |                        |                            |
| 80 | 3                  | Una illa sense metge? Aventura al país sense nom Isha no inai shima? Na mo naki kuni no bōken! (医者のいない島？名も無き国の冒険！)                          | 9 de setembre de 2001  | 23 de juny de 2006         |
| La Nami està molt malalta. Arriben a una illa però no hi ha metge, sinó una dona bruixa sanadora. Llavors, en Ruffy i en Sanji decideixen portar la Nami fins a dalt de la muntanya, que és on viu la bruixa. Però els ataquen uns conills salvatges.                                               |                    | |                        |                            |
| 81 | 4                  | Ets feliç? La metgessa bruixa Happi kai? Majō to yobareta isha (ハッピーかい？魔女と呼ばれた医者)                                                            | 16 de setembre de 2001 | 26 de juny de 2006         |
| En Sanji i en Ruffy es dirigeixen cap a la casa de la bruixa amb la Nami, però resulta que ja havia baixat al poble. Aconseguiran trobar-se? |                    | |                        |                            |
| 82 | 5                  | En Wapol torna a l'illa i en Dolton pren una determinació Doruton no kakugo! Waporu gundan shima ni jōriku (ドルトンの覚悟！ワポル軍団島に上陸)              | 7 d'octubre de 2001    | 27 de juny de 2006         |
| Una allau enorme arrasa la ciutat i envesteix a tothom. D'altra banda, en Wapol retorna al seu regne i s'autoproclama rei. En Dolton es rebel·la. |                    | |                        |                            |
| 83 | 6                  | L'ascensió a Rocadrum Yuki no sumu shima! Doramu Rokkī o nobore! (雪の住む島！ドラムロッキーを登れ！)                                                        | 7 d'octubre de 2001    | 28 de juny de 2006         |
| En Ruffy aconsegueix arribar fins a dalt de tot de la muntanya carregat amb la Nami i en Sanji, tots dos ferits, i allà coneix la bruixa metge. |                    | |                        |                            |
| 84 | 7                  | El secret d'en Chopper, el ren del nas blau Tonakai wa ao hana! Choppā no himitsu (トナカイは青っ鼻！チョッパーの秘密)                                       | 21 d'octubre de 2001   | 29 de juny de 2006         |
| Kureha explica el passat d'en Chopper, en el qual tothom l'anomenava monstre. |                    | |                        |                            |
| 85 | 8                  | El somni del curandero Hiruluk Hamidashimono no yume! Yabu isha Hiruruku! (はみだし者の夢！やぶ医者ヒルルク！)                                               | 28 d'octubre de 2001   | 30 de juny de 2006         |
| La primera part del flashback d'en Chopper, en el qual coneixerem a un personatge, el curandero Hiruluk. Mentor i pare adoptiu d'en Chopper, Hiruluk i Kureha eren els únics metges que s'oposaven a la llei de Wapol.                                                                              |                    | |                        |                            |
| 86 | 9                  | El somni d'en Hiruluk es manté viu! Hiruruku no sakura to uketsuga re yuku ishi! (トヒルルクの桜と受け継がれゆく意志！)                                      | 4 de novembre de 2001  | 3 de juliol de 2006        |
| En aquest episodi gaudirem d'una de las especialitats del sensei Oda, crear drama. La conclusió del flashback d'en Chopper, el pas d'un somni de mentor a aprenent. |                    | |                        |                            |
| 87 | 10                 | Lluita contra en Wapol, el poder de la fruita Baku-Baku VS Waporu gundan! Baku Baku no Mi no nōryoku! (ＶＳワポル軍団！バクバクの実の能力)                   | 11 de novembre de 2001 | 4 de juliol de 2006        |
| En Wapol i els seus homes arriben al castell amb la intenció de recuperar-ho, comença la lluita contra els del barret de palla. Durant el combat, Wapol usarà la seva terrible tècnica la factoria Baku Baku.                                                                                       |                    | |                        |                            |
| 88 | 11                 | Les set habilitats d'en Chopper Zoan Akuma no Mi! Choppā shichidan hengei (動物系悪魔の実！チョッパー七段変形)                                               | 18 de novembre de 2001 | 5 de juliol de 2006        |
| Gràcies a una medicina creada por en Chopper, la Rumble Ball, ell mateix es capaç de millorar els poders de la Hito Hito no Mi i adquirir un total de set habilitats diferents. |                    | |                        |                            |
| 89 | 12                 | Quan s'acabi la tirania, la bandera de la fe s'alçarà per sempre Ōkoku no shihai owaru toki! Shinnen no hata wa eien ni (王国の支配終る時！信念の旗は永遠に) | 25 de novembre de 2001 | 6 de juliol de 2006        |
| En Wapol intentarà desesperadament aconseguir l'arma més poderosa del regne amagada en el castell per capgirar la lluita, però serà totalment inútil. La derrota final del rei Wapol. |                    | |                        |                            |
| 90 | 13                 | Els cirerers florits d'en Hiruluk, el miracle de Drum Hiruruku no sakura! Doramu Rokkī no kiseki (ヒルルクの桜！ドラムロッキーの奇跡)                        | 2 de desembre de 2001  | 7 de juliol de 2006        |
| Finalment, en Wapol ha estat derrotat i en Chopper té ara nous amics amb qui fer un viatge per convertir-se en el pirata de qui li parlava el seu mentor. Però encara queda complir el desig d'en Hiruluk, curar els cors del poble amb un miracle, el miracle dels cirerers florits.               |                    | |                        |                            |
| 91 | 14                 | Adéu, illa de Drum! Em faig a la mar! Sayounara Doramu-jima! Boku wa umi e deru! (さようならドラム島！僕は海へ出る！)                                        | 9 de desembre de 2001  | 10 de juliol de 2006       |
| En Chopper s'uneix a la tripluació del barret de palla i s'explica més informació sobre la història del regnat de Wapol i l'organització de la Baroque Works. |                    | |                        |                            |
| 92 | 15                 | L'heroi d'Alabasta i la ballarina de bord Arabasta no eiyū to senjō no barerīna (アラバスタの英雄と船上のバレリーナ)                                         | 9 de desembre de 2001  | 11 de juliol de 2006       |
| En este aquest episodi es mostraran els poders de dos futurs enemics. D'una banda, Crocodile usa les habilitats de la Suna Suna no Mi contra els pirates que arriben a Alabasta i d'altra banda, al Going Merry arribarà un nou tripulant Mr.2 Bon Kure, qui ens demostrarà el seu Mane Mane no Mi. |                    | |                        |                            |